# Amt Nennhausen
Het Amt Nennhausen is een samenwerkingsverband van vier gemeenten in het Landkreis Havelland in de Duitse deelstaat Brandenburg. Nennhausen telt 4.573 inwoners.

## Gemeenten
Het amt omvat de volgende gemeenten:
1. Kotzen (616)
2. Märkisch Luch (1.265)
3. Nennhausen (1.814)
4. Stechow-Ferchesar (878)

Brieselang ·
Dallgow-Döberitz ·
Falkensee ·
Friesack ·
Gollenberg ·
Großderschau ·
Havelaue ·
Ketzin ·
Kleßen-Görne ·
Kotzen ·
Märkisch Luch ·
Milower Land ·
Mühlenberge ·
Nauen ·
Nennhausen ·
Paulinenaue ·
Pessin ·
Premnitz ·
Rathenow ·
Retzow ·
Rhinow ·
Schönwalde-Glien ·
Seeblick ·
Stechow-Ferchesar ·
Wiesenaue ·
Wustermark